# C. C. Catch
 Caroline Catherine Müller (sinh ngày 31 tháng 7 năm 1964) là ca sĩ nhạc pop người Đức gốc Hà Lan với nghệ danh là C. C. Catch, nổi tiếng khi hợp tác với Dieter Bohlen của nhóm nhạc Modern Talking trong những năm 1980.

## Thời thơ ấu

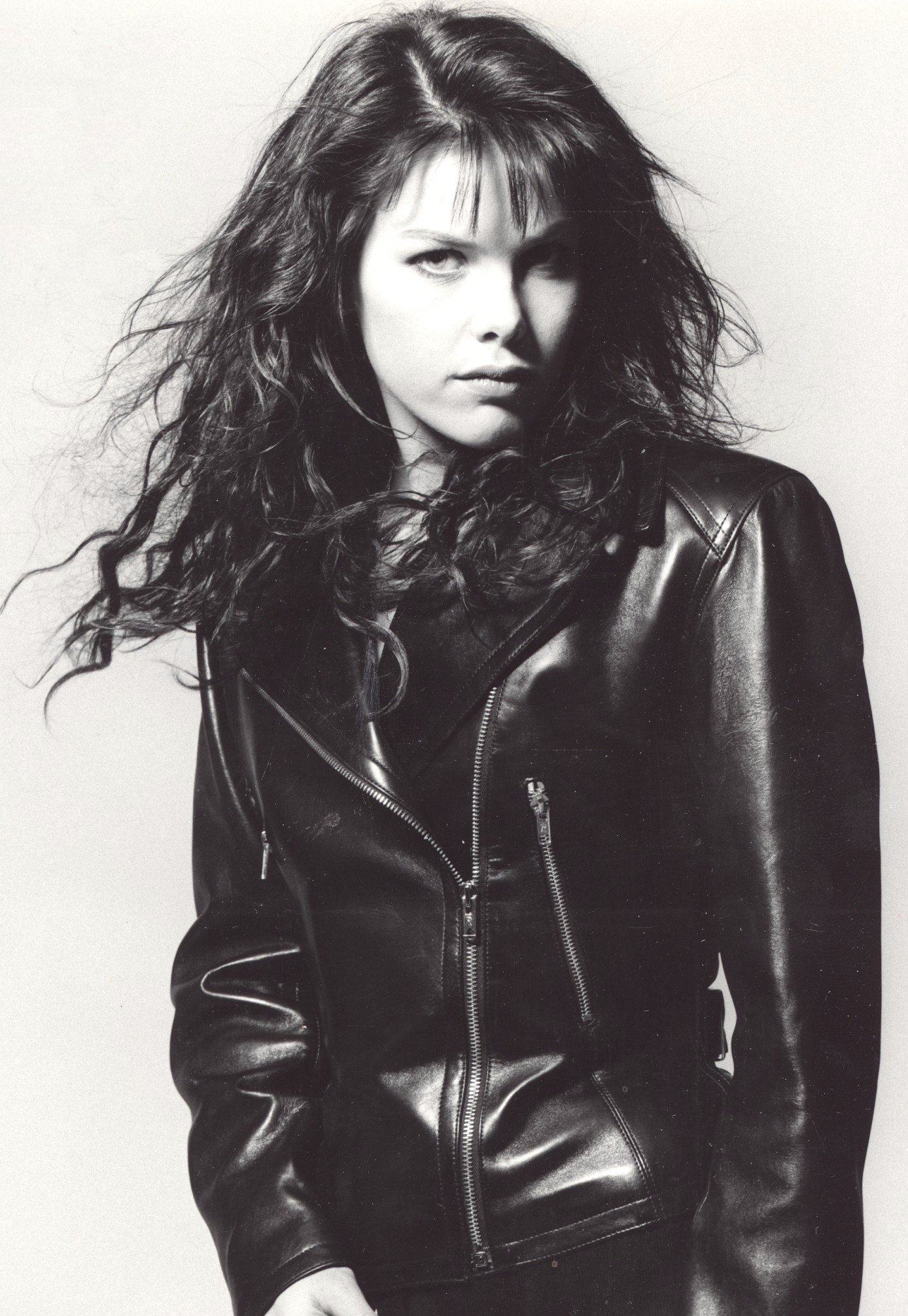
C. C. Catch vào năm 1989.

C. C. Catch sinh ra tại thị xã Oss, Hà Lan và chuyển đến Tây Đức những năm 1970 cùng với gia đình. Bà được cha mẹ hỗ trợ từ nhỏ, khi họ nhận ra tài năng của bà và khuyến khích bà trở thành một ca sĩ nổi tiếng. Cha bà là người đặc biệt hỗ trợ và đóng một vai trò rất quan trọng trong sự nghiệp thành công của bà với tư cách quản lý.
Từ khi còn nhỏ, C. C. Catch đã tham gia vào các cuộc thi tài năng và có một chân trong nhóm nhạc nữ người Đức Optimal, trong đó bao gồm bốn thành viên nữ.

## Sự nghiệp âm nhạc
Müller được phát hiện bởi Dieter Bohlen trong một buổi biểu diễn của bà ở Hamburg. Bohlen đã ký hợp đồng với BMG, khởi đầu sự nghiệp solo của bà một cách hiệu quả. Bohlen đặt cho bà nghệ danh C. C. Catch, hai chữ "C" là viết tắt đầu tiên của hai tên đầu tiên của bà.
Vào mùa hè năm 1985, Catch phát hành đĩa đơn đầu tay "I Can Lose My Heart Tonight". Đĩa đơn lọt vào top 20 ở một số quốc gia châu Âu
Bohlen và Catch đã làm việc cùng nhau cho đến năm 1989, trong thời gian đó có 12 đĩa đơn và 4 album được phát hành. Tám trong số những đĩa đơn đó lọt vào top 20, một album lọt vào top 10. Catch muốn mang nhiều ý kiến cá nhân hơn vào các bài hát của bà, nhưng Bohlen từ chối. Kết quả là năm 1989, bà không làm việc với ông và BMG nữa. Tuy nhiên, bà phải dùng toà án để giải quyết tranh chấp quyền đối với nghệ danh của mình.
Trong một chương trình truyền hình đêm giao thừa ở Tây Ban Nha, bà đã gặp Simon Napier Bell (cựu quản lý của ca sĩ George Michael ban nhạc Wham!. Ngay sau đó, Bell trở thành quản lý của bà và bà ký hợp đồng với Metronome, một công ty con của Polygram. Album đầu tiên (và duy nhất) của bà với Metronome là Hear What I Say, được phát hành vào cuối năm 1989 và là album cuối cùng của bà cho đến nay. Nó được sản xuất bởi Andy Taylor (Duran Duran), Dave Clayton (người đã làm việc với George Michael và U2), và Jo Dworniak. Bảy bài hát do bà đồng sáng tác. Nó đã bán được nhiều hơn hai album trước đó của bà là Big Fun và Diamonds.
Từ album này, "Big Time" được phát hành dưới dạng đĩa đơn vào năm 1989, và đạt vị trí thứ 26 tại Đức. Trong thời gian này, BMG cũng phát hành đĩa đơn "Baby I Need Your Love", cùng với bộ sưu tập Classics .

## Gián đoạn
Sau đó, C. C. Catch không còn làm việc với Metronome và rút lui khỏi ngành công nghiệp âm nhạc. Trong thời gian này, bà tập trung vào sự phát triển tinh thần, tập yoga và thiền định; bà cũng bắt đầu viết những bài hát của riêng mình.
Vào đầu những năm 1990, C. C. Catch thực hiện một dự án của Peter Gabriel, từ đó bài hát "Harmonix" nổi lên. Nó xuất hiện trong album năm 1993 của Jam Nation, Way Down Below Buffalo Hell. Năm 1998, bà trở lại Đức, phát hành đĩa đơn "Megamix '98" và xuất hiện trên chương trình truyền hình âm nhạc BBC Top of the Pops cùng rapper Krayzee.
Năm 2003, đĩa đơn "Shake Your Head" của bà đã lọt vào top 12 bảng xếp hạng doanh thu ở Tây Ban Nha vào năm 2003 và phát triển thành một hit mùa hè ở Nam Âu. Năm 2004, Catch tham gia chương trình Comeback - Die Big Chance của ProSieben. Từ chương trình này nổi lên đĩa đơn "Survivor" và album Comeback United, trong đó các nghệ sĩ tham gia như C. C. Catch, Limahl, Chris Norman, Benjamin Boyce, Coolio, Jazzy von Tic Tac Toe, Haddaway, Emilia và Weather Girls đã đóng góp rất nhiều các bài hát. Cùng năm, bà xuất hiện trong chuyến lưu diễn tại Hoa Kỳ của ban nhạc Modern Talking.
Vào tháng 9 năm 2010, đĩa đơn "Unborn Love" được phát hành, hợp tác với nhà sản xuất âm nhạc người Tây Ban Nha Juan Martinez.
Vào năm 2015, Catch đã lưu diễn tại Hoa Kỳ, bao gồm những địa điểm như Los Angeles, Dallas và Chicago, tiếp theo là buổi hòa nhạc lớn đầu tiên tại Toronto, Canada vào năm 2016, tiếp theo là chuyến lưu diễn ở Nam Mỹ vào năm 2017 (Argentina, Peru, Chile, Brasil, Bolivia).

## Danh sách đĩa hát

### Album studio
| Tên                                                                                       | Chi tiết album                                                                           | Vị trí cao nhất BXH | Vị trí cao nhất BXH | Vị trí cao nhất BXH | Vị trí cao nhất BXH | Vị trí cao nhất BXH | Vị trí cao nhất BXH | Chứng nhận      |
| Tên                                                                                       | Chi tiết album                                                                           | GER                 | AUT                 | NOR                 | SPA                 | SWE                 | SWI                 | Chứng nhận      |
| ----------------------------------------------------------------------------------------- | ---------------------------------------------------------------------------------------- | ------------------- | ------------------- | ------------------- | ------------------- | ------------------- | ------------------- | --------------- |
| Catch the Catch                                                                           | - Phát hành: ngày 28 tháng 4 năm 1986 - Thương hiệu: Hansa - Định dạng: CD, LP, Cassette | 6                   | 24                  | 6                   | 21                  | 25                  | 8                   |                 |
| Welcome to the Heartbreak Hotel                                                           | - Phát hành: ngày 8 tháng 12 năm 1986 - Thương hiệu: Hansa - Định dạng: CD, LP, Cassette | 28                  | —                   | —                   | 22                  | 44                  | —                   | - SPA: Gold     |
| Like a Hurricane                                                                          | - Phát hành: 1987 - Thương hiệu: Hansa - Định dạng: CD, LP, Cassette                     | 30                  | —                   | —                   | 25                  | —                   | —                   |                 |
| Big Fun                                                                                   | - Phát hành: 1988 - Thương hiệu: Hansa - Định dạng: CD, LP, Cassette                     | 53                  | —                   | —                   | 22                  | —                   | —                   | - SPA: Platinum |
| Hear What I Say                                                                           | - Phát hành: 1989 - Thương hiệu: Metronome Musik - Định dạng: CD, LP, Cassette           | 75                  | —                   | —                   | 46                  | —                   | —                   |                 |
| "—" biểu thị những tác phẩm không phát hành tại nước đó hay thất bại trong bảng xếp hạng. |                                                                                          |                     |                     |                     |                     |                     |                     |                 |

### Album chủ đề
| Diamonds: Her Greatest Hits                                                               | - Phát hành: ngày 16 tháng 5 năm 1988 - Thương hiệu: Hansa - Định dạng: CD, LP, Cassette          | 43 | 25 | - SPA: Gold |
| Super 20                                                                                  | - Phát hành: ngày 2 tháng 1 năm 1990 - Thương hiệu: Ariola Express - Định dạng: CD, LP, Cassette  | —  | —  |             |
| Backseat of Your Cadillac                                                                 | - Phát hành: ngày 17 tháng 1 năm 1994 - Thương hiệu: Ariola Express - Định dạng: CD, LP, Cassette | —  | —  |             |
| Super Disco Hits                                                                          | - Phát hành: ngày 2 tháng 5 năm 1994 - Thương hiệu: Ariola Express - Định dạng: CD, LP, Cassette  | —  | —  |             |
| Best of '98                                                                               | - Phát hành: 1998 - Thương hiệu: Hansa - Định dạng: CD, LP, Cassette                              | 76 | —  |             |
| Heartbreak Hotel                                                                          | - Phát hành: ngày 3 tháng 7 năm 2000 - Thương hiệu: Ariola Express - Định dạng: CD, Cassette      | —  | —  |             |
| Best of C.C. Catch                                                                        | - Phát hành: ngày 18 tháng 9 năm 2000 - Thương hiệu: Ariola Express - Định dạng: CD, Cassette     | —  | —  |             |
| In the Mix                                                                                | - Phát hành: ngày 12 tháng 5 năm 2003 - Thương hiệu: Hansa - Định dạng: CD, Cassette              | —  | —  |             |
| Catch the Hits                                                                            | - Phát hành: ngày 16 tháng 9 năm 2005 - Thương hiệu: Edel - Định dạng: CD, Cassette               | —  | —  |             |
| The 80's Album                                                                            | - Phát hành: ngày 28 tháng 10 năm 2005 - Thương hiệu: Edel - Định dạng: CD                        | —  | —  |             |
| Maxi Hit Sensation-Nonstop DJ                                                             | - Phát hành: ngày 12 tháng 5 năm 2006 - Thương hiệu: Edel - Định dạng: CD                         | —  | —  |             |
| Ultimate C. C. Catch                                                                      | - Phát hành: ngày 23 tháng 11 năm 2007 - Thương hiệu: Edel - Định dạng: CD                        | —  | —  |             |
| 25th Anniversary Box (5CD)                                                                | - Phát hành: ngày 11 tháng 11 năm 2011 - Thương hiệu: 4ever Music - Định dạng: CD                 | —  | —  |             |
| "—" biểu thị những tác phẩm không phát hành tại nước đó hay thất bại trong bảng xếp hạng. |                                                                                                   |    |    |             |

### Đĩa đơn
| "I Can Lose My Heart Tonight"                                                             | 1985 | 13 | 24 | —  | 7  | 19 | —  | Catch the Catch                 |
| "Cause You Are Young"                                                                     | 1986 | 9  | 28 | —  | 6  | 8  | —  | Catch the Catch                 |
| "Strangers by Night"                                                                      | 1986 | 9  | 15 | 33 | 10 | 11 | —  | Catch the Catch                 |
| "Heartbreak Hotel"                                                                        | 1986 | 8  | 22 | 23 | 3  | 13 | —  | Welcome to the Heartbreak Hotel |
| "Heaven and Hell"                                                                         | 1986 | 13 | —  | —  | 2  | 19 | —  | Welcome to the Heartbreak Hotel |
| "Are You Man Enough"                                                                      | 1987 | 20 | —  | —  | 5  | 28 | —  | Like a Hurricane                |
| "Soul Survivor"                                                                           | 1987 | 17 | —  | —  | 1  | —  | 96 | Like a Hurricane                |
| "Good Guys Only Win in Movies"                                                            | 1988 | —  | —  | —  | 6  | —  | —  | Like a Hurricane                |
| "House of Mystic Lights"                                                                  | 1988 | 22 | —  | —  | 7  | —  | —  | Non-album single                |
| "Backseat of Your Cadillac"                                                               | 1988 | 10 | —  | —  | 6  | —  | —  | Big Fun                         |
| "Summer Kisses"                                                                           | 1988 | —  | —  | —  | —  | —  | —  | Big Fun                         |
| "Nothing but a Heartache"                                                                 | 1989 | 39 | —  | —  | 14 | —  | —  | Big Fun                         |
| "Baby I Need Your Love"                                                                   | 1989 | —  | —  | —  | —  | —  | —  | Big Fun                         |
| "Big Time"                                                                                | 1989 | 26 | —  | —  | —  | —  | —  | Hear What I Say                 |
| "Midnight Hour"                                                                           | 1989 | —  | —  | —  | —  | —  | —  | Hear What I Say                 |
| "C. C. Catch Megamix '98"                                                                 | 1998 | 33 | —  | —  | —  | —  | —  | Best of '98                     |
| "Soul Survivor '98"                                                                       | 1998 | —  | —  | —  | 8  | —  | —  | Best of '98                     |
| "I Can Lose My Heart Tonight '99"                                                         | 1999 | 72 | —  | —  | 12 | —  | —  | Best of '98                     |
| "Shake Your Head"                                                                         | 2003 | —  | —  | —  | —  | —  | —  | Non-album singles               |
| "Silence" (featuring Leela)                                                               | 2004 | —  | —  | —  | —  | —  | —  | Non-album singles               |
| "Unborn Love"                                                                             | 2010 | —  | —  | —  | —  | —  | —  | Non-album singles               |
| "Another Night in Nashville" (với Chris Norman)                                           | 2014 | —  | —  | —  | —  | —  | —  |                                 |
| "—" biểu thị những tác phẩm không phát hành tại nước đó hay thất bại trong bảng xếp hạng. |      |    |    |    |    |    |    |                                 |